# Bestseller Games
Bestseller Games war eine von 1995 bis 1999 monatlich erscheinende Computerspielezeitschrift, die von der Trend Redaktions- und Verlagsgesellschaft herausgegeben wurde.

## Geschichte
Die Bestseller-Games-Zeitschriften wurden redaktionell maßgeblich von Peter Strobel aufgebaut und produziert. Als Beilage zu jedem Exemplar gab es jeweils ein nicht mehr aktuelles, kommerzielles Spiel in der Vollversion auf CD-ROM, darunter viele bekannte LucasArts-Adventures wie zum Beispiel The Secret of Monkey Island oder Indiana Jones and the Last Crusade. In der Zeitschrift wurden eine Anleitung und Lösungshinweise für das jeweilige veröffentlichte Spiel abgedruckt, außerdem auch unterschiedliche Spiele getestet und neue vorgestellt.
Neben den regulären Bestseller-Games-Ausgaben gab es noch zusätzliche Gold-, Collection- sowie Special-Ausgaben. Bei den Gold- und Collection-Ausgaben wurden aktuellere Titel als Vollversion mitgeliefert, während bei den Special-Ausgaben gleich mehrere Vollversionen den Weg auf die Heft-CD fanden. Später erschienen Sammlungen von ausgewählten Bestseller-Games- und Special-Games-Ausgaben als "Super-Spar-Pack". Ebenfalls erschienen Sonderhefte wie Spielhallen-Hits und MegaSeller, wobei von letzterem nur eine Ausgabe erschien.

## Liste der veröffentlichten Spiele

### Bestseller Games
1. Indiana Jones and the Last Crusade
2. The Secret of Monkey Island
3. Might and Magic III: Isles of Terra
4. Indiana Jones and the Fate of Atlantis
5. Battle Isle
6. Might and Magic IV: Clouds of Xeen
7. Monkey Island 2: LeChuck’s Revenge
8. Might and Magic V: Darkside of Xeen
9. Leisure Suit Larry 5: Passionate Patti macht beim Geheimdienst mit
10. Erben der Erde
11. Mad News inklusive des Add-ons Extrablatt!
12. Leisure Suit Larry 6: Reiß’ auf oder schieb ab!
13. Alone in the Dark 2
14. SimCity
15. Alone in the Dark 3
16. Dungeon Master II: The Legend of Skullkeep
17. Warcraft: Orcs & Humans
18. Das Schwarze Auge: Die Schicksalsklinge + Sternenschweif
19. Albion
20. Pirates! Gold
21. Space Marines
22. Frankenstein
23. Earthworm Jim 1 + 2
24. Normality
25. Mad TV 1 + 2
26. iM1A2 Abrams
27. Das Hexagon Kartell
28. Kick Off 97
29. Have a N.I.C.E. day!
30. Biing!

### Bestseller Games Gold
1. Day of the Tentacle
2. Armored Fist
3. Sam & Max Hit the Road
4. Star Wars: Rebel Assault
5. Comanche: Operation White Lightning + Add-ons: Global Challenge und Over the Edge sowie weitere zehn Bonusmissionen
6. Die Siedler
7. Cyberia
8. Descent
9. Pole Position: Formel 1 Team Manager
10. Werewolf vs. Comanche 2.0
11. Jagged Alliance
12. Battle Isle 3
13. Formula One Grand Prix
14. Kingdom O' Magic
15. Stonekeep
16. Rallye Racing '97
17. G-Nome
18. Fallen Haven
19. Terra Nova
20. M.A.X.
21. M.D.K.
22. Earth 2140 + Mission Pack 1
23. Flight Unlimited
24. Imperialismus
25. Jet Fighter III +
26. Warhammer: Im Schatten der gehörnten Ratte
27. Team Apache
28. War Wind II: Die Invasion

### Bestseller Games Collection
1. Hollywood Pictures
2. R.O.M. Gold – Rings of Medusa
3. Colony Wars 2492
4. Der Seelenturm
5. Das Amt
6. Zeppelin – Giganten des Himmels
7. Air Havoc Controller
8. Knights of Xentar
9. Bundesliga Manager Professional und Eishockey Manager
10. Frontier: Elite 2
11. Das Museum
12. Tornado
13. Shattered Steel
14. The Lord of the Rings
15. Buzz Aldrin’s Race into Space
16. Castles II
17. B17 Flying Fortress
18. Gunship 2000 inklusive des Expansion-Packs Islands & Ice
19. Dragonsphere
20. Die Höhlenwelt-Saga
21. Subwar 2050

### Bestseller Games Special
1. Starbyte Compilation
Inhalt: Hannibal, Boxing Manager, Jahangir Khan Squash, Black Gold, Crime Time, Crown, Kingdoms of Germany, Logo, Lords of Doom, Return of Medusa, Rolling Ronny, Sarakon, Scenario, Starbyte Super Soccer, Winzer
2. Software 2000 Compilation
Inhalt: Das Stundenglas, Die Kathedrale, Hexuma
3. Softgold Compilation 1
Inhalt: Abandoned Places, Logical, Dizzy Dice, Eco Phantoms, Fools Errand, Grand Monster Slam, Invest, M.U.D.S., Berlin 1948, Lollypop
4. Softgold Compilation 2
Inhalt: Circus Attractions, Curse of Ra, Day of the Pharao, Khalaan, Masterblazer, Oil Imperium, Bad Cat, Blue Angel, Bozuma, St. Thomas
5. Softgold Compilation 3
Inhalt: Rock'n'Roll, Puzzle Gallery, Scenario, Soul Crystal, Spirit of Adventure, Sword of Honour, Tiebreak, Traders, Transworld, Zephyr
6. Softgold Compilation 4
Inhalt: Aegis: Wächter der Flotte, Crime Time, Spy vs Spy 3, Conqueror, Xiphos, Xenomorph, Treasure Trap, The Faery Tale Adventure, The Ball Game, Volleyball Simulator
7. Battle Chess Collection
Inhalt: Battle Chess I, Battle Chess Enhanced, Battle Chess II: Chinese Chess
8. Classic Adventure Compilation
Inhalt: Loom, Maniac Mansion, Zak McKracken
9. Classic Flight Simulations
Inhalt: Their Finest Hour: The Battle of Britain, Battlehawks 1942, Secret Weapons of the Luftwaffe
10. Extreme Action Compilation
Inhalt: Litil Divil, Retribution, Slipstream 5000
11. History & Action Compilation
Inhalt: Crusade, Wolfpack, Turrican II
12. Science-Fiction-Compilation
Inhalt: Dark Universe: Hüter des Friedens, Whale’s Voyage I, Whale’s Voyage II: Die Übermacht
13. Classic Trading Compilation
Inhalt: Der Planer, Kaiser Deluxe, Traders
14. Die Fußball-Edition
Inhalt: Anstoss, Anstoss World Cup-Edition
15. Wirtschaftssimulationen
Inhalt: Hanse, Der Patrizier, Winzer Deluxe
16. GREMLIN Hit-Compilation
Inhalt: Desert Strike: Return to the Gulf, Jungle Strike, Litil Divil, Premier Manager 2, Premier Manager 3, Retribution, Slipstream 5000, Space Crusade, Team Suzuki, Utopia, Zool 2

### Spielhallen-Hits
1. Battle Race
2. Primal Rage
3. D.O.G – Fight For Your Life
4. Fatal Racing
5. Battle Arena Toshinden
6. Dragon’s Lair

### MegaSeller
1. Creatures